# Lysiphragma argentaria
Lysiphragma argentaria är en fjärilsart som beskrevs av John Tenison Salmon 1948. Lysiphragma argentaria ingår i släktet Lysiphragma och familjen äkta malar. Inga underarter finns listade i Catalogue of Life.